# Бебе
Вижте пояснителната страница за други значения на Бебе.
Бебе е много малко дете, обикновено на възраст от новородено до една година. (Макар че основно се използва за човек, може да означава и малките на някои животни). Бременността продължава от 38 до 41 седмици, след което се ражда бебето.
Бебетата се хранят основно с кърма. Прохождат около 10-ия – 11-ия месец. Не могат да говорят до 6 – 7 месечна възраст, когато започват да произнасят отделни и прости думи, като „мама“, „тате“, „кака“ и други.
В науката са описани няколко отделни случаи, когато човешки бебета са отгледани от кучета, вълци, маймуни и дори котки. Ако такива деца се върнат в човешкото общество, докато са малки, те са способни да се приобщят напълно. Ако обаче се връщат в по-напреднала възраст, за тях на практика е невъзможно да станат част от човешкото общество.